# Duramàter
La duramàter és la més exterior de les tres capes meníngies que envolten el sistema nerviós central: l'encèfal i la medul·la espinal. El nom de duramàter deriva del llatí "mare dura", una traducció prestada de l'àrab أم الدماغ الصفيقة (umm al-dimāgh aṣ-ṣafīqah), literalment mare gruixuda del cervell, la matriu del cervell. També es coneix amb el terme paquimeninge.
Deriva de la mesoderma. Les altres dues capes meníngies són l'aracnoide (amb qui contacta per dins) i la piamàter.